# Jacek Paliszewski
Jacek Paliszewski (właśc. Krystyn Jacek Paliszewski, ur. 4 listopada 1945 w Poznaniu) – polski ekonomista i dyplomata.

## Życiorys
Ukończył studia na Wydziale Międzynarodowych Stosunków Ekonomicznych Akademii Ekonomicznej w Poznaniu. 
Po studiach podjął pracę w Zrzeszeniu Studentów Polskich, jednocześnie działając w Studenckim Stowarzyszeniu Przyjaciół ONZ, którego był przewodniczącym przez 2 lata. Następnie w Socjalistycznym Związku Studentów Polskich i Federacji Socjalistycznych Związków Młodzieży Polskiej. Przez 10 lat był sekretarzem Światowej Federacji Młodzieży Demokratycznej w Budapeszcie. Sekretarz generalny Polskiej Koalicji na rzecz Pokoju (1983–1989). Pełnomocnik rządu na Sympozjum KBWE dot. dziedzictwa kulturalnego (1989–1991). Sekretarz wykonawczy na Sympozjum OBWE w Krakowie (1991). Przez 11 lat, od 1992 do 2003, związany z Biurem Instytucji Demokratycznych i Praw Człowieka OBWE w Warszawie. W latach 2003–2008 ambasador RP w Rumunii.

## Publikacje
- Leksykon Pokoju. Warszawa: Krajowa Agencja Wydawnicza, 1987. Brak numerów stron w książce (praca zbiorowa)